# Anania teinopalpia
Anania teinopalpia is een vlinder van de familie van de grasmotten (Crambidae). De wetenschappelijke naam van deze soort is voor het eerst voorgesteld als Pionea teinopalpia door George Francis Hampson in een publicatie uit 1913.
De soort komt voor in Peru.